# Jak básníci neztrácejí naději
Jak básníci neztrácejí naději je česká filmová komedie a pátý díl básnické hexalogie režiséra Dušana Kleina z roku 2004 s podtitulem „Naštěstí se občas najde důvod na život…“. Příběh věčně zamilovaných básníků vypráví další osudy Štěpána Šafránka (Pavel Kříž), který již jako čtyřicátník bojuje s odlišnými nástrahami života, než tomu bylo v prvních dílech.

## Děj
Celý film začíná smutnou událostí. Štěpánova maminka, ve všech ostatních dílech hraná Mílou Myslíkovou, zemřela. 
Štěpánovi se pomalu hroutí jeho vztah s Ute aneb s „Popelkou“ (Tereza Brodská), do které se zamiloval již v předchozím dílu Konec básníků v Čechách. Ute je stále lékárnicí v lékárně U černé madony, nyní však již vede několik dalších vlastních lékáren. Z jejich lásky se stal spíše přátelský vztah s jednodenním pravidelným sexem, a to v pondělí. Oba dva o svých problémech nedokáží mluvit a odcizí se. 
V této situaci Štěpán poznává v nemocnici, kde se sám má stát ředitelem, mladou Aničku (Michaela Badinková). Zamiluje se do ní a probudí tím své staré dobré básnické střevo. O problémy se postará skutečnost, že Anička pracuje u Ute v její lékárně, přičemž Ute je její bezprostřední šéfová. Štěpán se tak ocitne mezi dvěma mlýnskými kameny. Podobně se mu vede i v jeho mezitím získané funkci ředitele nemocnice. Ze všech stran se na něho valí požadavky – jak ze strany doktorů, které dynamicky zastupuje mladý internista hraný Leošem Marešem, tak i ze strany politiky, ve které se mezitím horečnatě angažuje z předešlých dílů známý Nádeníček (Oldřich Navrátil). Do bojů o finance nemocnice se zapojují i jiní staří známí, např. Vendulka „Utěšitelka“ (Eva Jeníčková), která zde hraje zástupkyni ministerstva.
Do toho se Kendymu (David Matásek) rozpadne manželství. Přijde o byt i auto, hledá pomoc a přístřešek u Štěpána; tato část popisuje dva muže středního věku, kteří spolu jako velmi dobří přátelé bydlí. Nejpozději v tomto dílu se také ukáže, že Kendy je nenapravitelný milovník žen, protože již zanedlouho po nastěhování ke Štěpánovi objeví jeho atraktivní sousedku (Adriana Karembeu).
Hlavní děj se však stále točí kolem vztahu Štěpána s Aničkou, kterou Štěpán láskyplně jmenuje „Veverka zrzečka“. Ta, poté co se domnívá, že se Ute k Štěpánovi chce nastěhovat, zmizí z jeho života. V rámci lékařského výjezdu ji Štěpán objeví až po sedmi měsících. Anička je v jiném stavu a čeká očividně Štěpánovo dítě.

## Obsazení
| Pavel Kříž           | Štěpán Šafránek          |
| David Matásek        | Kendy                    |
| Michaela Badinková   | Anička Posedlá           |
| Tereza Brodská       | Ute                      |
| Lukáš Vaculík        | Karas                    |
| Eva Jeníčková        | Vendulka utěšitelka      |
| Josef Somr           | profesor Ječmen          |
| Jana Hlaváčová       | Tonička                  |
| Pavel Zedníček       | Písařík                  |
| Oldřich Navrátil     | Nádeníček                |
| Tomáš Töpfer         | ředitel Sahulák          |
| Markéta Hrubešová    | sekretářka Ivetka        |
| Miroslav Táborský    | Hanousek                 |
| Adriana Sklenaříková | paní Krásná              |
| Hoa Nguyen Khac      | Čeng                     |
| Leoš Mareš           | Rebel                    |
| Lenka Kořínková      | Sylvie, Kendyho manželka |
| Jitka Kocurová       | servírka Kamila          |